# Receptor muscarínico M1
En bioquímica, el receptor muscarínico M1, también llamado receptor colinérgico, muscarínico 1, es uno de los cinco receptores muscarínicos humanos para el neurotransmisor acetilcolina.

## Ubicación
El receptor M1 se localiza mediando los potenciales excitatorios postsinápticos (PEPS) en los ganglios nerviosos a nivel del nervio postaganglionar, es un receptor común en glándulas exocrinas y el sistema nervioso central.
Predominantemente se encuentra asociado a proteínas G de la clase Gq las cuales usan a las vías de señalización celular de la fosfolipasa C activada y, por ende, del inositol trifosfato y la vía del calcio intracelular. Un receptor así unido no pudiera ser susceptible a la toxina de la Bordetella pertussis (PTX) ni la del Vibrio cholerae (CTX). 

## Estructura
El receptor M1 es una proteína transmembranal, es decir, atraviesa la membrana plasmática por medio de siete segmentos altamente conservados—que existe poca variabilidad en los aminoácidos de estos segmentos—, cada uno de los cuales atraviesa la membrana una vez. Las diferencias en la estructura de los diferentes receptores muscarínicos le confiere a cada uno sus propiedades funcionales individuales. El receptor es codificado por el gen humano CHRM1, localizado en el cromosoma 11q13.

## Efectos
Los receptores colinérgicos muscarínicos pertenecen a una familia de receptores celulares acoplados a una proteína G. La diversidad funcional de estos receptores se fundamenta en la unión al neurotransmisor acetilcolina e incluye respuestas celulares tales como la inhibición del adenilato ciclasa, la degeneración de fosfoinosítidos y la regulación de canales de potasio. Entre las funciones principales conocidas del receptor muscarínico 1, se encuentran:
- Potenciales excitatorios postsinápticos en los ganglios simpáticos y parasimpáticos;
- Secreción de glándulas salivales;
- Secreción del jugo gástrico del estómago;[7]
- Tiene funciones en el SNC relacionados con la memoria[9] y aprendizaje.[10]
- Broncoconstricción inducida por el nervio vago.[7]

## Mecanismo
El receptor M1 se acopla con la unidad Gq y, en menor grado, a la unidad Gi y Gs intracelular. El resultado de este acoplamiento receptor:proteína G resulta en un más lento potencial excitatorio postsináptico y una disminución en la conductancia del potasio (K+).

## Agonistas
- Acetilcolina
- Oxotremorina
- Carbacol[9]
- McNA343[9]

## Antagonistas
- Atropina[9]
- Dicicloverina[9]
- Tolterodina[9]
- Oxibutinina[12]
- Ipratropio[9]
- Neurotoxina de Dendroaspis (MT7)[9]
- Pirenzepina
- Telenzepina